# خات (جامه)

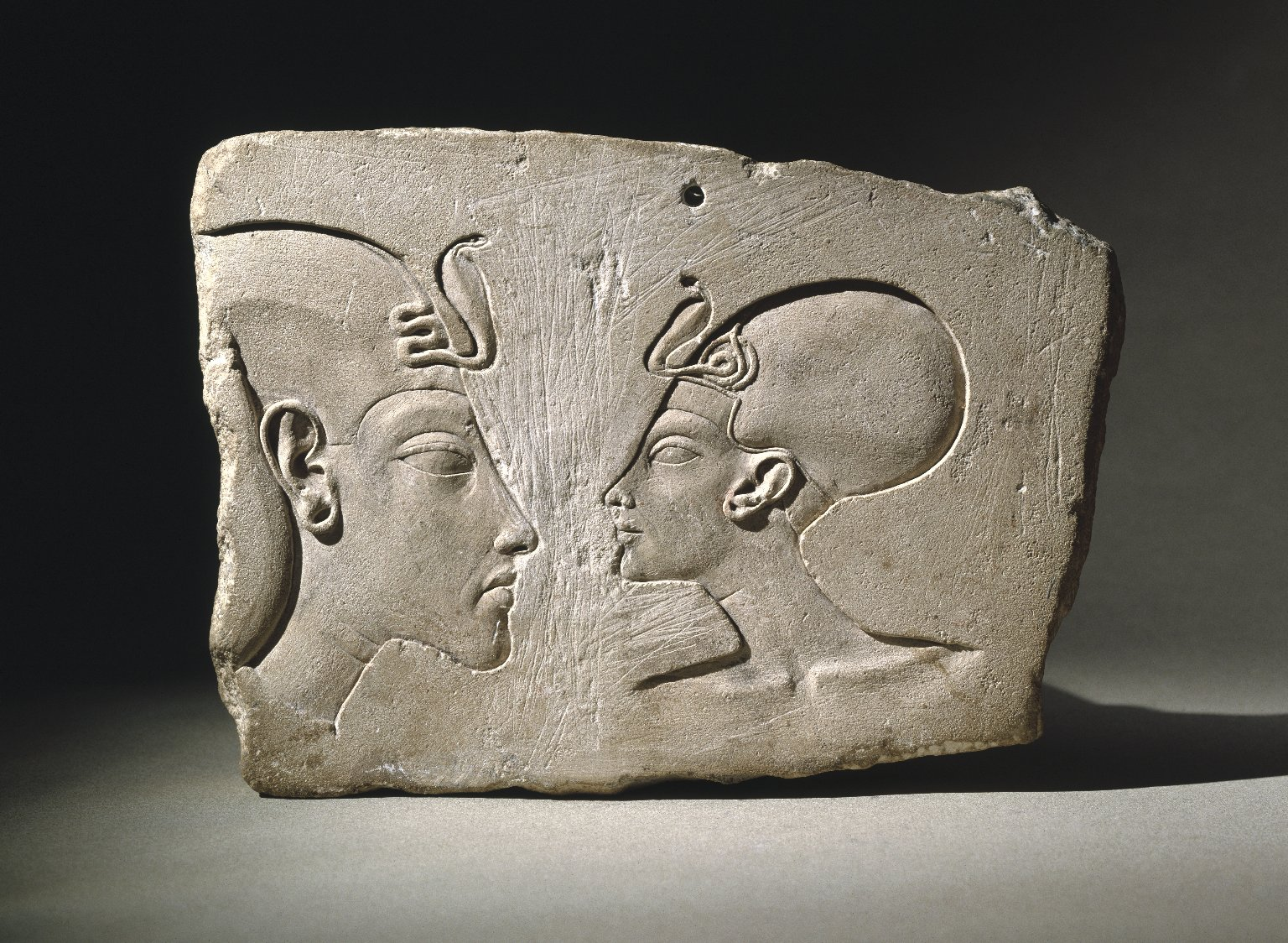
سمت چپ، سر شاه دیده می‌شود که به احتمال زیاد باید آخناتون باشد، او یک خات گشاد به همراه اورائوس بر سر دارد و روبروی او سر ملکه است که سرپوش و اورائوسی را دارد که معمولاً نفرتیتی بر سر می‌کرده، لوح گِلی مربوط به ۱۳۵۲ تا ۱۳۳۶ پیش از میلاد، موزه بروکلین

خات سرپوشی بود که نجیب‌زادگان مصر باستان می‌پوشیدند، خات از نمس ساده‌تر بود و هیچ بند یا تاخوردگی نداشت بلکه بر روی سر آویزان می‌شد و به هم پیچیده نمی‌شد.

## پیشینه
خات به دن از دودمان نخست مصر بازمی‌گردد. کهن‌ترین خات در ابیدوس پیدا شده‌است. نمونه‌های کتانی خات توسط باستان شناسان پیدا شده‌است.